# Adam and the Ants
Adam and the Ants è stata una rock band britannica della corrente new wave che raggiunse un discreto successo a cavallo tra gli anni settanta e ottanta, con vari singoli quali Antmusic, Stand and Deliver o Prince Charming. Era capitanata da Adam Ant alla voce e Marco Pirroni alla chitarra, duo che componeva la maggior parte delle canzoni del gruppo. Incisero solamente tre album, antologie a parte, Dirk Wears White Sox nel 1979, Kings of the Wild Frontier nel 1980 e Prince Charming nel 1981.
Il gruppo viene ricordato per il sound (due batterie, come Gary Glitter), per il look legato ai nativi americani ed ai pirati (i costumi di scena di Prince Charming sono in esposizione permanente al Victoria and Albert Museum di Londra), per la carismatica figura del cantante Adam Ant e per l'uso innovativo dei videoclip promozionali.
La predominanza dell'elemento ritmico ha portato spesso i critici a catalogare il loro come Burundi rock. È inoltre da sottolineare come la struttura che traspare dalle canzoni (composte da rapide sequenze di accordi in scala maggiore) abbia influenzato lo stile compositivo di gruppi che verranno dopo, come i Nirvana e in genere il movimento Grunge.
Dopo lo scioglimento del gruppo nel 1982 il cantante Adam Ant si è dedicato alla carriera solista e all'attività di attore televisivo e cinematografico.

## Storia

### Formazione
Prima degli Ants, Adam Ant (nato Stuart Leslie Goddard) ha suonato il basso con il gruppo Bazooka Joe, la band con cui i Sex Pistols suonarono il loro primo concerto il 6 novembre 1975, al Central Saint Martins College of Art and Design. Ispirato proprio dai Sex Pistols, dopo quel concerto Adam lasciò i Bazooka Joe con l'intenzione di formare una propria band.
Un primo tentativo furono i B-sides, ma in mancanza di un batterista non riuscirono mai a suonare dal vivo. Nel frattempo, Adam Ant fece amicizia con alcune figure influenti nella fiorente scena punk di Londra, in particolare con Pamela Rooke, che aveva lavorato con Malcolm McLaren e nella SEX di Vivienne Westwood. Finalmente nel 1977 Adam riuscì a formare una band, gli Ants, con Lester Square (chitarra), Andy Warren (basso) e Paul Flannagan (batteria). In seguito, Lester Square lasciò il gruppo per finire la scuola d'arte e per formare The Monochrome Set pochi giorni dopo il primo concerto degli Ants, il 5 maggio 1977, in una camera da letto in Muswell Hill. Mark Ryan lo sostituì alla chitarra per suonare nei primi concerti formali (a partire da una performance al Institute of Contemporary Arts a Londra il 10 maggio 1977). Ai primi di giugno, Flanagan fu sostituito con Dave Barbe e la risultante line-up registrò "Plastic Surgery" (insieme ad altre sette demo inedite, più tardi soprannominate "Demos Jubilee") e comparve nel film Jubilee come la banda del personaggio bambino di Adam. Ryan fu infine sostituito da Johnny Bivouac nell'ottobre 1977.

### Le prime incisioni
La band ha fatto il suo debutto radiofonico al John Peel show con una sessione registrata il 23 gennaio 1978, eseguendo tra le altre la canzone Lou con la partecipazione di Pamela Rooke come ospite alla voce solista (come avrebbe poi fatto regolarmente nelle performance live da metà 1977 fino al maggio del 1978, quando ruppe con la band). Il giorno seguente, gli Ants ri-registrarono "Deutscher Girls" (e sovraincise un assolo di chitarra sulla versione di Plastic Surgery) per la colonna sonora dell'album Jubilee, che sarebbe stata pubblicata nel mese di aprile.
Con le tournée nel Regno Unito, spesso assieme ai Siouxsie and the Banshees, dimostrarono di essere impopolari per gran parte della stampa musicale inglese, la quale non amava i loro testi e immagini feticiste. In risposta, il gruppo formò un forte - e a volte ideologico - rapporto con fanzine punk come Ripped and Torn, le quali dettero loro una copertura favorevole. La band costruì così un forte seguito di culto (le prime "Antpeople"), ma faticava a trovare successo al di fuori della propria nicchia o anche un contratto discografico fino al 1978, quando infine firmarono con la Decca Records.
A questo punto, gli Ants hanno vissuto una serie di cambi nei propri componenti, prima di riuscire a stabilirsi sulla definitiva line-up con Adam Ant (voce e chitarra), Matthew Ashman (chitarra), Andy Warren (basso) e Dave Barbarossa (batteria). È questa la band che ha registrato e pubblicato il primo singolo "Young Parisians" che destò opinioni discordanti ed ebbe poco successo, per un totale di 21 registrazioni demo, tutte tranne una incise al proprio studio Decca di West Hampstead. Molte di queste e di altre registrazioni demo sarebbero poi state pubblicate in registrazioni bootleg. Registrarono altre due sessioni da John Peel nei mesi di luglio 1978 e marzo 1979; tutte e tre le sessioni saranno in seguito pubblicate nel 2001 col titolo The Complete Radio 1 Sessions.
Incapace di commercializzare in modo soddisfacente la band, Decca la lasciò andare all'inizio del 1979 e gli Ants, sempre con la stessa formazione ma con un suono più ammorbidito rispetto al passato, firmarono con l'etichetta indipendente Do It Records con cui registrarono il loro secondo singolo Zerox e il successivo album di debutto. Poco prima, anche Warren lasciò il gruppo per riunirsi con Square nei The Monochrome Set e subito dopo anche Ashman lasciò temporaneamente la band. Ant e Barbe registrarono una serie di nove demo presso gli studi Solid Gold Sound a Londra per un progetto solista del primo, impiegando suoni influenzati dal soul/funk/disco. La Do It però respinse le nuove canzoni e Ashman rientrò nella band poco dopo.

### Dirk Wears White Sox
Alla fine del 1979, il gruppo riuscì finalmente a debuttare su LP con l'uscita di Dirk Wears White Sox. L'album, il cui titolo fa riferimento a Dirk Bogarde, venne composto con un suono piuttosto dark, con riff post-punk e alcune vestigia di glam rock, così come i tentativi di fondere sonorità funk e soul. Nei testi erano affrontati temi come il fetish, figure storiche come Adolf Hitler, John F. Kennedy e Cleopatra, così come la storia dell'arte, in particolare il movimento del futurismo. Il disco andò a rafforzare il nocciolo underground dei fan piuttosto che raggiungere il successo commerciale, portando un frustrato Adam ad assumere Malcolm McLaren, ex manager dei Sex Pistols, nella speranza di ottenere un riconoscimento più diffuso.
Il 26 gennaio 1980, McLaren convinse il resto della band - allora comprendente il chitarrista Matthew Ashman, il bassista Leigh Gorman e il batterista Dave Barbarossa - a lasciare gli Ants per formare i Bow Wow Wow, con Annabella Lwin come frontwoman.

### Kings of the Wild Frontier
Nel mesi tra febbraio-aprile 1980, fu costituita una nuova line-up degli Ants con Marco Pirroni (ex-membro, per breve tempo, dei Siouxsie and the Banshees, The Models, Rema Rema e Cowboys International) alla chitarra, Kevin Mooney al basso e i due batteristi Terry Lee Miall e Chris Hughes (ex The Blitz Brothers e futuro produttore dei Tears For Fears). Pirroni sarebbe diventato il membro più influente del gruppo, coautore di tutte le loro nuove canzoni assieme ad Adam Ant.
Nel corso del processo di assemblaggio della band, Ant e Pirroni ri-registrarono il brano "Cartrouble Pt.2" dall'album di debutto insieme con il futuro batterista dei Culture Club Jon Moss e con la produzione di Hughes per soddisfare la richiesta di un singolo da parte della Do It. L'etichetta pubblicò il singolo con il titolo più corto Cartrouble nel marzo 1980 (con Moss accreditato come "Terry 1+2"), raggiungendo il numero 1 della UK Independent Singles Chart. Il mese successivo, la band al completo registrò il singolo Kings Of The Wild Frontier per delle potenziali case discografiche interessate.
Senza il supporto dell'etichetta, la band intraprese l'ambizioso Ants Invasion tour nel Regno Unito, al termine del quale riuscirono a firmato un importante accordo con l'etichetta Sony Music Entertainment, iniziando così la registrazione del secondo disco Kings of the Wild Frontier, dopo aver pubblicato in fretta l'omonima traccia come singolo. Questo album fu un successo nel Regno Unito e mise la band in prima linea del movimento New Romantic, aggiudicandosi la posizione nº 1 delle classifiche il 24 gennaio 1981.
Furono tratti diversi singoli di successo da questo LP, tra cui Dog Eat Dog (che raggiunse il 4º posto nella classifica dei singoli del Regno Unito nel mese di ottobre 1980), Antmusic (nº 2 nel mese di gennaio 1981 - con il primo posto di fatto irraggiungibile a causa del recente assassinio di John Lennon), e Kings of the Wild Frontier (nº 2 nel marzo 1981, già nº 48 nell'agosto 1980). Inoltre, Antmusic fu al nº 1 in Australia per ben cinque settimane.
Decca Records e Do It quindi promossero la pubblicazione del precedente materiale della band, al fine di cavalcare il successo dell'album e dei suoi singoli. Young Parisians ha raggiunto il nono posto nel dicembre 1980 (dando alla vecchia band degli Ants un postumo singolo nella Top10 inglese), mentre il primo album raggiunse il nº 17 nella classifica degli LP e i singoli Zerox e Cartrouble furono rispettivamente nº 33 e nº 45 nella UK Singles Chart.

### Prince Charming
Il bassista Kevin Mooney lasciò la band nel 1981, sostituito con Gary Tibbs, che si unì appena in tempo per promuovere il singolo Stand and Deliver che anticipava il nuovo album.
Nel novembre 1981, Adam & the Ants pubblicarono il loro terzo disco, Prince Charming. La band aveva due singoli al numero 1 nel Regno Unito: Stand and Deliver lo fu per 5 settimane nel maggio 1981, seguito da Prince Charming, che rimase in cima alle classifiche per 4 settimane nel settembre 1981. Ant Rap ha raggiunto invece il nº 3 nel gennaio 1982.
Nei primi mesi del 1982 ci fu un ulteriore ciclo di riedizioni del materiale iniziale del gruppo, quando le due canzoni della colonna sonora di Jubilee vennero ristampate a febbraio come singolo da 7 pollici con Deutscher Girls come lato A, raggiungendo il nº 13 nella classifica dei singoli UK, mentre The Antmusic EP, un EP di tre brani non utilizzati dalle Dirk sessions, furono pubblicati da Do It a marzo, raggiungendo il nº 46.

## Lo scioglimento
Nei primi mesi del 1982, la band ha ricevuto una nomination ai Grammy Award, come miglior artista esordiente.
Nel marzo 1982, la sensazione di alcuni membri della band era di "mancanza di entusiasmo", così Adam Ant sciolse il gruppo. Gli articoli di giornale offrivano diverse spiegazioni per le motivazioni dietro alla separazione. Inizialmente, Adam affermò che la separazione era stata amichevole, ma dopo aggiunse che "l'interesse non era più lì. Forse ci sarebbero stati Adam and the Ants sui cartelloni pubblicitari, ma non sul palco". Inoltre, si dice che Pirroni abbandonò il gruppo perché stanco dei continui tour. Pochi mesi dopo lo scioglimento, Adam Ant si è lanciato in una carriera da solista collaborando con il solo Marco Pirroni come chitarrista e coautore, godendo di un successo immediato nel Regno Unito con ben 3 singoli al nº 1 in classifica. Alcune copie del singolo Goody Two Shoes vennero ancora accreditate ad Adam and the Ants, ma fu registrato dai soli Ant e Pirroni e nessun altro membro della precedente band.

## Attività post-scioglimento
Nel 2000, Antbox pubblicò un cofanetto retrospettivo che attraversa la carriera di Ant dalla fine del 1970 fino al 1990. Nel cofanetto sono inclusi 66 brani su tre CD, le prime 10 000 copie vennero immediatamente vendute. Nel 2003, il cofanetto è stato ripubblicato in formato diverso (ma con le stesse tracce) ottenendo ancora una volta ampio successo commerciale.
Nel 2004, gli album Dirk Wears White Sox, Kings of the Wild Frontier e Prince Charming sono stati ri-masterizzati in digitale e ri-pubblicati con materiale bonus e demo inedite. Le nuove edizioni sono state curate da Marco Pirroni, con Kings of the Wild Frontier e Prince Charming ri-masterizzati dallo stesso Chris Hughes (conosciuto anche come Merrick all'interno della band).
Il 10 settembre 2008, il Daily Mail pubblicò in omaggio con il giornale Prince Charming.

## Eredità artistica
Adam and the Ants hanno avuto una grande influenza su molti artisti nonostante la breve carriera della band, tra cui Fat Boy Slim (Norman Cook) Robbie Williams, The Charlatans, Dirty Pretty Things, Republica, Nine Inch Nails, Suede ed Elastica.
All'inizio del 1995, Adam Ant e Marco Pirroni si unirono sul palcoscenico alla band di Trent Reznor per eseguire "Physical (You're So)", "Red Scab" e "Beat My Guest", tre canzoni della discografia di Adam and the Ants. I Nine Inch Nails incisero la cover di "Physical (You're So)" nel loro EP Broken del 1992.
Nel 2002 è stato realizzato un affettuoso cortometraggio con Nick Moran intitolato Ant Muzak, con Adam and the Ants che visitano un supermercato a tarda notte assieme ai Sigue Sigue Sputnik. Gary Tibbs compare nel film nel ruolo di Dirk, il direttore del supermercato, naturalmente indossando calzini bianchi. Il film è disponibile in DVD.
L'8 maggio 2006, DJ Hyper pubblicò il suo album di debutto con una cover di Antmusic, con Leeroy Thornhill dei The Prodigy alla voce solista.
Nell'aprile 2009, i No Doubt eseguirono una cover di Stand and Deliver in un episodio della serie televisiva americana Gossip Girl, e al festival di musica The Bamboozle, New Jersey, nel maggio 2009, anche se non pubblicarono mai la cover come singolo.
Nel 2011, il programma per ragazzi della BBC Horrible Histories scrisse una canzone intitolata Dick Turpin che era una parodia di Stand and Deliver. Ciò ha reso la canzone popolare anche presso le giovani generazioni.

## Video musicali
Adam and the Ants colsero subito le opportunità fornite dai video musicali sul nuovo canale MTV per sviluppare una immagine teatrale e carismatica su schermo. Con costumi romantici e trucco iconico, la band è stata uno dei primi esempi del movimento New Romantic. Sontuosi video furono prodotti per Stand and Deliver, Prince Charming e Ant Rap. Tutti i video musicali di Adam and the Ants sono stati prodotti da Adam Ant. Questi video portarono al successo della band anche negli Stati Uniti, quando MTV li iniziò a trasmettere.
Nel video di Prince Charming c'è un'apparizione della leggenda del cinema britannico Diana Dors come fata madrina, mentre in Ant Rap compare la cantante pop scozzese Lulu come "damigella sconvolta".

## Formazione
| - Adam Ant – voce, chitarra (1977–1982), armonica (1977–1979), piano (1979) - Andy Warren – basso (1977–1979) - Paul Flannagan – batteria (1977) - Lester Square – chitarra (1977) - Mark Ryan – chitarra (1977) - Dave Barbarossa – batteria (1977–1980) - Johnny Bivouac – chitarra (1977–1978) | - Matthew Ashman – chitarra (1978–1979, 1979–1980), piano (1979) - Leigh Gorman – basso (1979–1980) - Chris 'Merrick' Hughes – batteria, chitarra acustica (1980–1982) - Terry Lee Miall – batteria (1980–1982) - Marco Pirroni – chitarra (1980–1982) - Kevin Mooney – basso (1980–1981) - Gary Tibbs – basso (1981–1982) |

## Discografia

### Album in studio
- 1979 - Dirk Wears White Sox
- 1980 - Kings of the Wild Frontier
- 1981 - Prince Charming

### Raccolte
- 1986 - Hits
- 1990 - Antics in the Forbidden Zone
- 1991 - Peel Sessions
- 1994 - B-Side Babies
- 1994 - Antmusic: The Very Best of Adam Ant
- 2001 - AntBox: The Definitive Story

### Singoli
| 1978                  | "Young Parisians"                                 | —  | — | —  | — | —  | —  | —  | —  | —  |              | Singoli mai inclusi in album         |
| 1979                  | "Zerox"                                           | —  | — | —  | — | —  | —  | —  | —  | —  |              | Singoli mai inclusi in album         |
| 1980                  | "Cartrouble" (re-recording)                       | —  | — | —  | — | —  | —  | —  | —  | —  | —            | Dirk Wears White Sox                 |
| 1980                  | "Kings of the Wild Frontier"                      | 48 | — | —  | — | 19 | —  | —  | —  | —  |              | Kings of the Wild Frontier           |
| 1980                  | "Dog Eat Dog"                                     | 4  | — | 15 | — | 19 | —  | —  | —  | 22 | - UK: Silver | Kings of the Wild Frontier           |
| 1980                  | "Antmusic"                                        | 2  | — | 14 | — | 19 | 11 | 41 | —  | 1  | - UK: Gold   | Kings of the Wild Frontier           |
| 1980                  | "Young Parisians" (re-release)                    | 9  | — | —  | — | —  | —  | —  | —  | —  | - UK: Silver | Singoli mai inclusi in album         |
| 1981                  | "Zerox" (re-release)                              | 45 | — | —  | — | —  | —  | —  | —  | —  |              | Singoli mai inclusi in album         |
| 1981                  | "Cartrouble" (re-release)                         | 33 | — | —  | — | —  | —  | —  | —  | —  | —            | Dirk Wears White Sox                 |
| 1981                  | "Kings of the Wild Frontier" (re-release)         | 2  | — | —  | — | —  | —  | —  | —  | —  |              | Kings of the Wild Frontier           |
| 1981                  | "Stand and Deliver"                               | 1  | — | —  | — | 38 | 17 | 4  | 9  | 12 | - UK: Gold   | Prince Charming                      |
| 1981                  | "Prince Charming"                                 | 1  | — | —  | — | —  | 20 | 8  | 14 | 4  | - UK: Gold   | Prince Charming                      |
| 1981                  | "Ant Rap"                                         | 3  | — | —  | — | —  | —  | —  | —  | 43 | - UK: Gold   | Prince Charming                      |
| 1982                  | "Deutscher Girls"                                 | 13 | — | —  | — | —  | —  | —  | —  | —  |              | Jubilee [OST] (1978)                 |
| 1982                  | The B-Sides (EP) ("Friends"b/w "Kick"/"Physical") | 46 | — | —  | — | —  | —  | —  | —  | —  |              | bonus da Dirk Wears White Sox (1979) |
| "—" non in classifica |                                                   |    |   |    |   |    |    |    |    |    |              |                                      |

## Premi e riconoscimenti
| Anno | Titolo nominato            | Premio                                      | Risultato       |
| ---- | -------------------------- | ------------------------------------------- | --------------- |
| 1982 | Adam and the Ants          | Grammy Award: Best New Artist               | Candidato/a     |
| 1982 | Kings of the Wild Frontier | BRIT Award: Best British Album              | Vincitore/trice |
| 1982 | Stand and Deliver          | Ivor Novello Award: Songwriters of the Year | Vincitore/trice |